# Aeroportul Internațional St. Catherine
Aeroportul Internațional St. Catherine (IATA: SKV, ICAO: HESC) este un aeroport din Saint Catherine⁠(d), Janub Sina', Egipt ce deservește zona Janub Sina'. Aeroportul a fost tranzitat în decembrie 2022 de 26 de pasageri.
Situat la o altitudine de 1.331 m, aeroportul dispune de o singură pistă.